# Nicholas Mosley
Pour les articles homonymes, voir Mosley.
Nicholas Mosley, né le 25 juin 1923 à Londres et mort le 28 février 2017, est un romancier britannique.
Il est le fils ainé d'Oswald Mosley, un homme politique anglais surtout connu comme le fondateur de la British Union of Fascists (BUF) et de sa première épouse, Lady Cynthia Mosley, une fille de Lord Curzon, vice-roi des Indes puis Foreign Secretary.

## Biographie

### Enfance
Alors que le jeune Nicholas est âgé de neuf ans, son père, Sir Oswald Mosley, fonde la British Union of Fascists et se met à soutenir ouvertement Benito Mussolini. L'année suivante Nicholas Mosley perd sa mère, Lady Cynthia. Diana Mitford, l'une des fameuses « Mitford sisters », qui était déjà la maîtresse de son père, devient sa belle-mère en 1936. Petit garçon, il commence à bégayer et se rend à des séances de rééducation hebdomadaires auprès du thérapeute Lionel Logue, qui l'aide à surmonter ce défaut de langage. Il dira plus tard que son père, qui prétendait n'avoir jamais remarqué son bégaiement, pourrait en réaction avoir été moins agressif lorsqu'il lui parlait que lorsqu'il s'adressait à d'autres personnes.

### Carrière littéraire
En 1983, après la mort de son père, Nicholas Mosley publie Beyond the Pale: Sir Oswald Mosley and Family 1933-1980 (Au-delà des limites permises : Sir Oswald Mosley et sa famille 1933-1980) un ouvrage dans lequel il se livre à une violente critique de son père, mettant en question ses motivations et même sa compréhension de la politique. Ce livre servira de base documentaire à une émission télévisée intitulée Mosley  (1988) de la chaîne Channel 4, retraçant la vie de Sir Oswald Mosley. À la fin de cette série, on voit Nicholas Mosley visiter son père en prison pour le questionner sur son allégeance nationale.

### Éducation
Mosley a fait sa scolarité aux Collège d'Eton et aux Balliol College d'Oxford. En 1940, durant la Seconde Guerre mondiale, son père est interné à cause de son militantisme contre la guerre face à l'Allemagne. Malgré cela, le jeune Mosley est vite enrôlé dans la Brigade des fusiliers et entre en service actif en Italie et gagne la Croix militaire en 1945.
En 1966, Mosley succède à sa tante, Irene Curzon (2e baronne Ravensdale), la sœur aînée de sa mère, en tant que Baron de Ravensdale, acquérant ainsi un siège à la Chambre des lords. À la mort de son père, le 3 décembre 1980, il succède également à ce dernier au rang de baronnet. En 1999, il perd son siège au Parlement, à la suite d'une réforme de la Chambre des Lords.
Nicholas Mosley vit à Londres. Il est le demi-frère de Max Mosley, ancien président de la Fédération internationale de l'automobile (FIA), une association sans but lucratif qui représente les intérêts des organisations motorisées et des organisations de conducteurs à travers le monde et est l'organe de décision principal de la Formule 1 et d'autres sports automobiles.

## Mariages et enfants
Nicholas Mosley a été marié deux fois et est père de cinq enfants.
Le 14 novembre 1947 il épouse Rosemary Laura Salmond (dont il divorce en 1974 et qui est décédée en 1991), fille de Sir John Maitland Salmond et de l'hon. Monica Margaret Grenfell. De cette union naissent quatre enfants :
- Shaun Nicholas Mosley (né le 5 août 1949, décédé le 10 décembre 2009), marié en 1978 à Theresa Clifford, avec qui il a six enfants:
  - Daniel Nicholas Mosley (né le 10 octobre 1982)
  - Matthew Mosley (né le 6 mars 1985)
  - Francis Mosley (né le 5 juillet 1988)
  - Aidan Clifford Mosley (né en 1991)
  - Thomas Mosley (né le 23 décembre 1993)
  - Monica Mosley (né le 5 juin 1996)
- Ivo Adam Rex Mosley (né le 14 avril 1951), mariage le 10 septembre 1977 avec Xanthe Jennifer Grenville Oppenheimer, fille de Michael Bernard Oppenheimer Grenville, 3e baronnet, par son mariage le 12 juillet 1947 à Laetitia Helen Lucas-Tooth, fille de Sir Hugh Vere Huntly Duff Munro-Lucas-Tooth, le 1er Baronnet, et Laetitia Florence Findlay. Quatre enfants :
  - Nathaniel Inigo Mosley (né le 15 juin 1982)
  - Felix Harry Mosley (né le 16 novembre 1985). Le 28 septembre 2013, mariage à Islington avec Holly Miranda Harris, fille aînée de Roger et Lesley Harris de Loughton.
  - Scipion Louis Mosley (né le 7 juin 1988)
  - Noah Billy Mosley (né le 10 octobre 1990)
- Robert Mosley (né le 24 décembre 1955), marié en 1980 avec Victoria McBain. De cette union naissent trois enfants:
  - Gregory Mosley (né le 9 mai 1981)
  - Vija Mosley (né le 19 juillet 1985)
  - Orson Mosley (né le 6 juin 1994)
- Clare Mosley (né le 11 novembre 1959), célibataire, a une fille naturelle nommée Rosie Mosley (née le 29 février 1992).

Après avoir divorcé en 1974, Nicholas Mosley épouse Verity Elizabeth Raymond, fille de John Raymond. Un fils naît de cette union :
- Marius Mosley (né le 28 mai 1976), célibataire et sans enfants.

## Œuvres

### Romans
- Spaces of the Dark (1951)
- The Rainbearers (1955)
- Corruption (1957)
- Meeting Place (1962)
- Accident (1965), adapté au cinéma en 1967 par Joseph Losey, avec un scénario d'Harold Pinter sous le titre Accident
- Assassins (1966)
- Impossible Object (1968), lauréat du Prix Booker en 1969, adapté au cinéma en 1973 par John Frankenheimer sous le titre Story of a Love Story (L'Impossible Objet)
- Natalie Natalia (1971)
- Catastrophe Practice (1979) (premier volume de la série Catastrophe Practice)
- Imago Bird (1980) (deuxième volume de la série Catastrophe Practice)
- Serpent (1981) (troisième volume de la série Catastrophe Practice)
- Judith (1986) (quatrième volume de la série Catastrophe Practice)
- Hopeful Monsters (1990) (cinquième et dernier volume de la série Catastrophe Practice, gagnant du prix Whitbread Book of the Year)
- Children of Darkness and Light (1995)
- The Hesperides Tree (2001)
- Inventing God (2003)
- Look at the Dark (2005)
- God's Hazard (2009)

### Essais
- African Switchback (1958)
- The Life of Raymond Raynes (1961)
- The Assassination of Trotsky (1972), adapté au cinéma en 1972 par Joseph Losey sous le titre The Assassination of Trotsky (L'Assassinat de Trotsky)
- Julian Grenfell, his life and the times of his death, 1888–1915  (1976), réédité par Persephone Books en 1999
- Rules of the Game: Sir Oswald and Lady Cynthia Mosley 1896-1933 (1982)
- Beyond the Pale: Sir Oswald Mosley and Family 1933-1980 (1983)
- Experience and Religion (2006)
- The Uses Of Slime Mould – Essays of four Decades (2004)

### Autobiographies
- Efforts at Truth (1994)
- Time at War (2006)
- Paradoxes of Peace (2009)